# Lipnik (Istočni Stari Grad)
Pour les articles homonymes, voir Lipnik.
Lipnik (en serbe cyrillique : Липник) est un village de Bosnie-Herzégovine. Il est situé sur le territoire de la ville d'Istočno Sarajevo, dans la municipalité d'Istočni Stari Grad et dans la république serbe de Bosnie. Selon les premiers résultats du recensement bosnien de 2013, il ne compte aucun habitant.
Avant la guerre de Bosnie-Herzégovine, le village faisait entièrement partie de la municipalité d'Ilijaš ; après la guerre et à la suite des accords de Dayton, son territoire été partiellement rattaché à la municipalité d'Istočni Stari Grad, intégrée dans la république serbe de Bosnie.

## Démographie

### Évolution historique de la population
| 1948 | 1953 | 1961 | 1971 | 1981 | 1991 | 2013 |
| ---- | ---- | ---- | ---- | ---- | ---- | ---- |
| -    | -    | 50   | 59   | 63   | 64   | 11   |

|  |

### Répartition de la population par nationalités (1991)
En 1991, les 64 habitants du village étaient tous Musulmans (bosniaques).